# Theraphosa
A Theraphosa egy nem a pókok (Araneae) rendjében, négytüdős pókok (Mygalomorphae) alrendjében és a madárpókfélék (Theraphosidae) családjában.
A nem típusfaja a góliát madárpók (Theraphosa blondi) a világ legnagyobb pókjaként van számon tartva a Guinness rekordok könyvében.
Dél-Amerika területén őshonosak.

## Megjelenésük
Nagytestű robusztus fajok tartoznak a nembe. Lábfesztávolságuk közel 30 cm, testméretük akár 12-14 cm is lehet. Alapszínezetük sötét-, illetve világosbarna, az utótesten sötétebb foltok lehetnek.
A Theraphosinae alcsalád többi nemétől a hímek ivarszervének (bulbus) morfológiájában tér el.

## Életmódjuk
Dél-Amerika esőerdeinek talajába mély üregeket ásnak, vagy más állatok által készített üregekbe költöznek. Éjszakai életmódot folytatnak. Nagyobb rovarokat, más pókokat, kisebb emlősöket zsákmányolnak.
Ha veszélyben érzik magukat erősen irritáló szőröket rúgnak le az utótestükről, melyek a légutakba illetve a szembe kerülve komoly problémákat okozhatnak. Harapásuk fájdalmas, de mérgük nem erős, egészséges felnőtt emberre veszélytelen.
A kokonból általában kevesebb, mint 100 pete található. A kikelő fiatal példányok lábfesztávolsága nagyjából 1,5 cm. Jó étvággyal rendelkeznek és megfelelő körülmények között gyorsan fejlődnek, nagyjából három év alatt érik el az ivarérettséget. Akár 18 évig is élhetnek.

## Tartásuk
Manapság már a nem mindhárom faja elérhető a hobbisták számára. Mindhárom faj kedvelt terráriumi állat. A tartás során testük méretének megfelelő nagy terráriumot kell biztosítani a számukra vastag talajtakaróval és sok rejtőzködési lehetőséggel.
Rendkívül érzékenyek a magas páratartalomra, ami akár 90%-os is lehet.

## Fajok
A nembe 3 faj tartozik.
- Theraphosa apophysis (Tinter, 1991) - Venezuela
- Theraphosa blondi (Latreille, 1804) - Venezuela, Brazília, Guyana - góliát madárpók
- Theraphosa stirmi Rudloff & Weinmann, 2010 - Guyana